# Karlovice (Zlíni járás)
Karlovice település Csehországban, a Zlíni járásban. Karlovice Pohořelice, Oldřichovice, Lhota, Komárov és Zlín településekkel határos. Lakosainak száma 234 fő (2024. január 1.).

## Népesség
A település lakosságának változását az alábbi diagram mutatja:
| Lakosok száma | 198  | 232  | 216  | 258  | 263  | 210  | 237  | 246  | 239  | 234  |
|               | 1869 | 1890 | 1921 | 1950 | 1980 | 2001 | 2017 | 2019 | 2022 | 2024 |